# Ernest Girault
Émile Ernest Girault, né le 15 juin 1871 à Paris 10e et mort le 12 décembre 1933 à l'hôpital Tenon (Paris 20e) est, successivement, ouvrier typographe, chimiste puis ingénieur agronome. Anarchiste individualiste, il rejoint les communistes après 1917.
Dès 1904, « antimilitariste révolutionnaire », il est actif au sein de l’Association internationale antimilitariste. De 1906 à 1908, il est avec André Lorulot, l'un des animateurs de la communauté libertaire de Saint-Germain-en-Laye.

## Biographie
Fils d'Alexandre Girault, militant blanquiste et ancien boulangiste, Ernest Girault fut un militant important qui contribua à enrichir la presse révolutionnaire. De personnalité indépendante, parfois hostile au mouvement syndical, il épousa les thèses anarchistes puis communistes, et fit de nombreuses tournées de conférences.
Son entrée dans le militantisme date de l'affaire Dreyfus où il collabora à différents journaux, notamment L'Aurore de Clemenceau et Le Libertaire de Sébastien Faure.
Orateur talentueux et très important, il accompagna Louise Michel et André Lorulot dans des tournées de conférences en France mais aussi en Algérie (octobre-décembre 1904).
Il fut marié à Marie Madeleine Dany dont il fut veuf avant de se marier à Julia Augustine Têtu. Il eut pour compagne Victorine Triboulet avec qui il vécut dans la colonie de Saint-Germain. Il eut une fille, Fernande, qui l’accompagna en Algérie avec sa compagne Madeleine lors de sa tournée de conférences avec Louise Michel et Charlotte Vauvelle.
On lui connut plusieurs domiciles : rue de la Montagne Sainte Geneviève (Paris 5e) en 1903 puis 13 boulevard du Montparnasse, Alfortville en 1908, à Bezons (Seine-et-Oise) en 1910 dans un immeuble lui appartenant et dénommé « Cité communiste de Bezons », à Argenteuil et au 41, rue de la tour d’Auvergne (Paris 9e).

## Personnalité et parcours politique

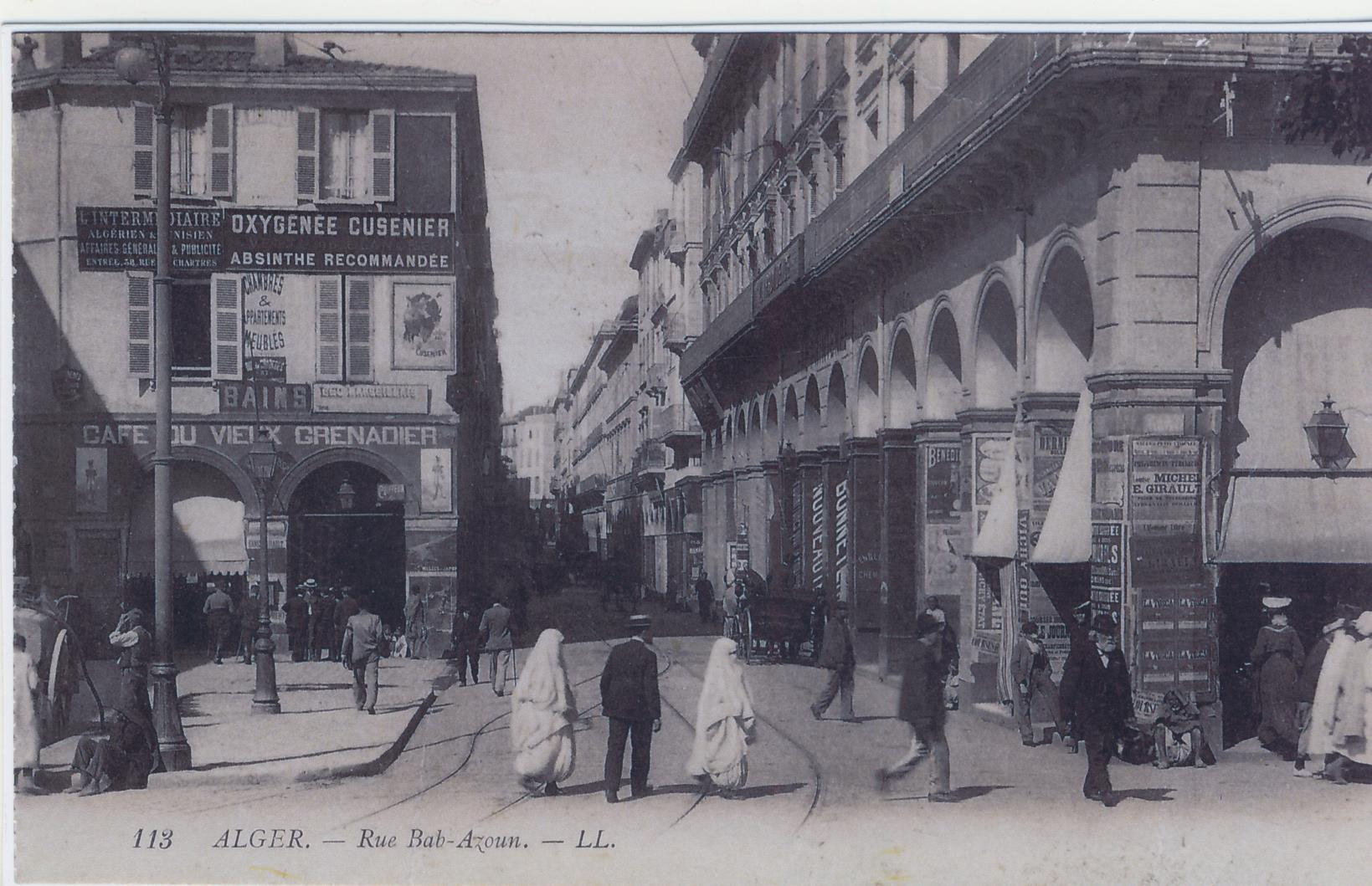
Carte postale de la rue Bab-Azoun à Alger en 1904 avec l'annonce de la conférence de Louise Michel et Ernest Girault le 20 octobre.

Jean Maitron, l'historien du mouvement anarchiste en France, le décrit comme un jeune homme « très prétentieux et infatué de lui-même ».
D'un tempérament autoritaire, Girault  se brouilla fréquemment avec ses pairs dont certains lui reprochèrent un problème d’ego. Il s'éloigna de Sébastien Faure en 1899 à propos de l'affaire Dreyfus, se brouilla avec Lorulot avec qui il avait cofondé la colonie de Saint-Germain et eut des rapports très conflictuels avec les syndicats. Son parcours politique fut également sinueux passant de l'anarchisme au communisme, ce qui lui valut le qualificatif de Girault-Girouette dans Le Libertaire : « Pauvre Ernest !… ne vaudrait-il pas mieux qu’il inculquât, franchement et loyalement, les motifs pour lesquels il a tourné sa veste ? »
Il eut à son actif de nombreuses conférences ainsi que des condamnations pour sédition et troubles à l’ordre public comme bon nombre de ses camarades. Il entra au service de la CGT en 1901 puis fit une grande tournée en faveur de la grève générale.
En 1904, il fit deux tournées de conférences en Algérie, une fois seul (en avril 1904) et la seconde fois avec Louise Michel (octobre 1904). Entre les deux séjours, il participa au Congrès antimilitariste d’Amsterdam, prélude à la formation de l’AIA (Association internationale antimilitariste).
En 1905 (21 février), il fit une conférence anti-tsariste à Cannes et en mars, une autre avant la manifestation du 12 mars organisée par l’AIA contre les violences policières sur le thème « À bas le Tsar, vive la Révolution russe ».
De 1906 à 1908, il est parmi les animateurs de la colonie libertaire de Saint-Germain-en-Laye,.
Pendant la Première Guerre mondiale, il fut inscrit au carnet B et très surveillé. En 1915, il travailla comme aide-chimiste aux essais des usines de la ville de Paris à Colombes.
Il fut membre du premier PC en 1919 et instigateur du groupe « Le Soviet d’Argenteuil ». Il fonda la revue Le Communiste en 1920 et adhéra au PC après le congrès de Tours en 1921 en entraînant les 80 adhérents du Soviet d’Argenteuil.
S’étant tourné vers l’agriculture, il participa à la 1re conférence internationale paysanne en 1923 et écrivit dans La Voix paysanne. En 1928, il fut candidat du Bloc ouvrier et paysan aux élections législatives de mai.
Jeanne Alix expose son portrait en 1934.

## Conférences et propagande

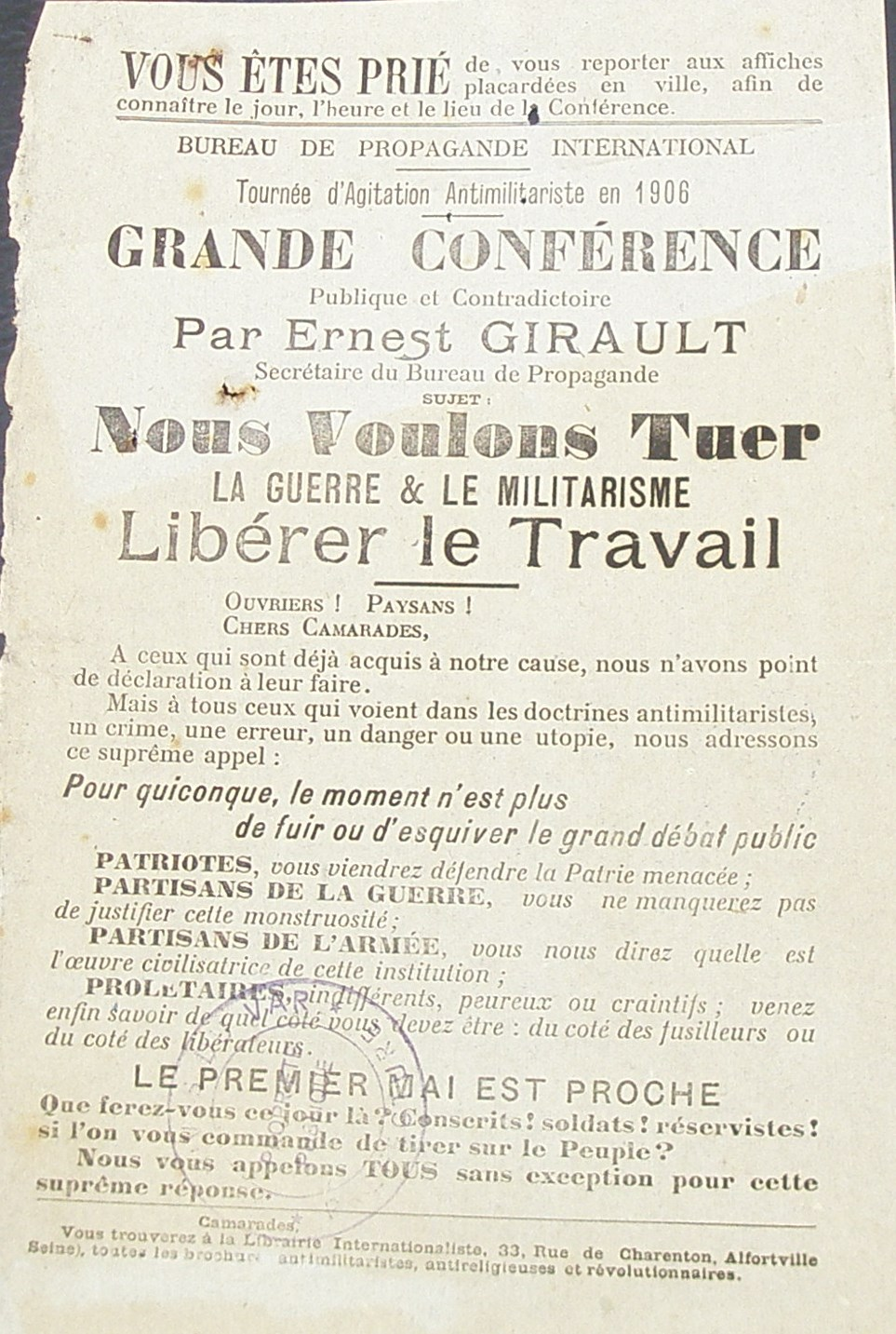
Tournée d'agitation antimilitariste en 1906. Grande conférence publique et contradictoire par Ernest Girault.

Girault fut reconnu comme un excellent orateur. De nombreuses annonces de ses conférences et causeries figurèrent dans la presse. Les sujets furent nombreux comme « Les syndicats et les politiciens » ou « Fourier, la théorie de l'association et le déterminisme social » ou encore « La voie nouvelle ». Le 28 septembre 1897, il participe avec Marie Huchet et Louise Coutant à une conférence sur « le Droit des femmes à révolution, l’exploitation du travail, les salaires dérisoires ». L’Église, l'armée, la guerre, le militarisme, le travail, la propriété, le malthusianisme, etc. 
Il collabora à de nombreux journaux et la presse se fit également l’écho de son activité militante.

## Girault et la presse
La participation d’Ernest Girault à la presse de son temps reflète son évolution politique ainsi que ses préoccupations professionnelles. D'abord anarchiste avec Le Cri de révolte puis communiste avec Le Communiste. Il écrivit juste après guerre (1920-21) dans La Voix paysanne au moment où il se sentit plus proche de la paysannerie que du monde ouvrier avec des articles techniques comme idéologiques :  des causeries scientifiques sur l'intervention biologique dans la fixation de l'azote atmosphérique ou plus militants comme pour « La Dictature du Prolétariat et les formes de la propriété rurale ». Sa signature indique également d'où il s'exprime, par exemple en tant que chimiste lorsqu'il écrit un article sur « Les fondements scientifiques du communisme » (Le Communiste, no 3 du 8 novembre 1919 et no 4 du 7 décembre 1919). Ses talents d'orateur, son lyrisme et son empathie pour les déshérités  firent de lui un véritable tribun : ainsi, « Je les aime », article du très éphémère journal Le Trimard (Organe de revendication des « Sans-travail » Anti-collectiviste, 6 numéros de mars à juin 1897), no 5 du 15 mai 1897 est-il un hymne aux sans-travail : « Traqués, battus, chassés de partout par les patrons, par les lois, par vous-mêmes, ils sont malheureux les sans-travail, ils sont les chevaliers de la douleur et de la misère, et c'est pour cela que je suis avec eux, et que je les aime ! »
Girault fut  également à l'initiative de la création de journaux ou encore gérant  d'autres comme Le Soviet sous l'orthographe E. Giraud.

## Engagement

### L'Affaire Dreyfus
Comme d'autres anarchistes, notamment Sébastien Faure et Bernard Lazare, Ernest Girault prit parti pour Dreyfus parce qu'opprimé.
« Autoritaires chrétiens ou juifs, capitalistes chrétiens ou juifs, officiers chrétiens ou juifs sont pour nous pareils ennemis. Mais l'opprimé quel que soit son rang, sa tribu, son pays, devient notre compagnon de misère, notre frère en douleur. »
Un avis de réunion paraît dans L'Aurore en novembre 1897 : La vérité sur l'Affaire Dreyfus où les orateurs sont dreyfusards pour Jean Allemane, Ernest Girault et Bernard Lazare ou antidreyfusard comme Drumont.
Néanmoins, l'Affaire divisa également les anarchistes et comme le relate Girault dans La Bonne Louise, les fauristes derrière Sébastien Faure étant partisans de Dreyfus et les janvionistes derrière Émile Janvion étaient anti-dreyfusards. L'Aurore dans un article de mars 1902 relate un incident après qu'on a traité le journal de journal juif. Malato répliqua alors : «Je ne sais pas ce qu'est un juif, dit-il. Je ne connais que des hommes. Les uns sont oppresseurs, exploiteurs, et nous les combattons, les autres sont opprimés, exploités, et nous les défendons. C'est pour les défendre que nous sommes ici».
Un avis indique la participation de Girault à une réunion organisée par les prolétaires juifs avec Charles Malato et Paule Mink entre autres : La solidarité ouvrière; Les prolétaires juifs et l'antisémitisme.

### L'antimilitarisme et l'AIA

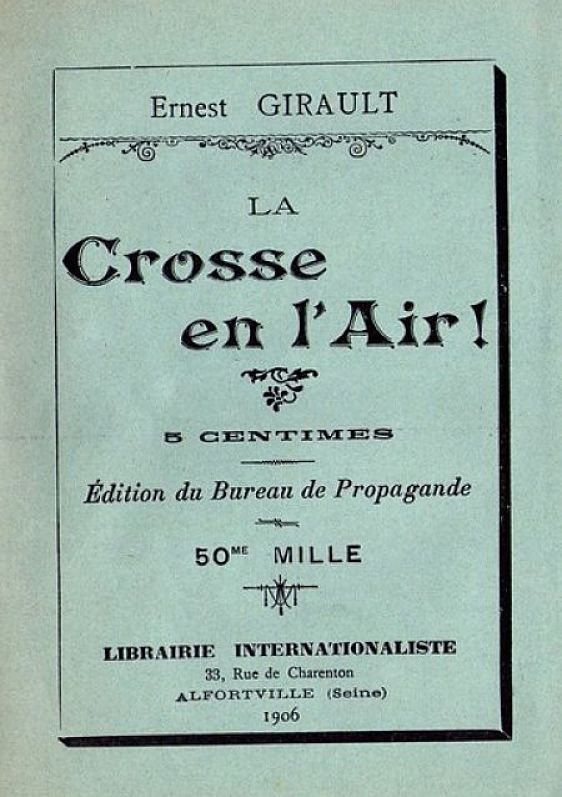
La Crosse en l'air, 1906.

L’Association internationale antimilitariste (AIA) est une organisation « antimilitariste révolutionnaire » fondée en 1904 à la suite du congrès antimilitariste d'Amsterdam auquel Girault assista aux côtés d’Yvetot, Janvion et Miguel Almereyda.
En 1906, il fit des conférences et causeries aux côtés d'André Lorulot et aborda le thème du militarisme et préconisa l'« action directe », son mot d'ordre : « La crosse en l'air ».
Le 26 septembre 1906, il fit à Épernay, une conférence antimilitariste dans laquelle il dit, entre autres choses : « Si vous partez, ne tirez pas sur vos frères, et au cas où le feu vous serait ordonné, dirigez vos armes vers celui qui vous le commande ». Le journal La Croix indique que pour cette conférence, il fut « inculpé de provocation au meurtre et à la désobéissance envers les chefs de l'armée » et condamné à 8 mois de prison.

### CGT et PC
En 1901, Girault adhéra à la CGT qui l’envoya faire une tournée de propagande en faveur de la grève générale à l’automne 1902. Élu à la commission des grèves et de la grève générale en 1903, il en démissionna rapidement après des désaccords durant la grève des métallurgistes d’Hennebont.
En janvier 1920, il siégea au Conseil économique du travail (CET) créé par la CGT au titre de l’Union syndicale des techniciens et ingénieurs du commerce et de l’agriculture (Ustica) dont il était membre. Il en démissionna quelques mois plus tard trouvant l’action du CET insuffisamment prolétarienne.
Le 8 janvier 1921, il annonça son adhésion au PCF au Club du Faubourg  en arguant de l’individualisme anarchiste : « J’ai toujours été un communiste-anarchiste et un ennemi acharné de la propagande dissolvante et monstrueuse de l’individualisme-anarchiste (...) Nos fins sont fédéralistes et antiétatistes... »

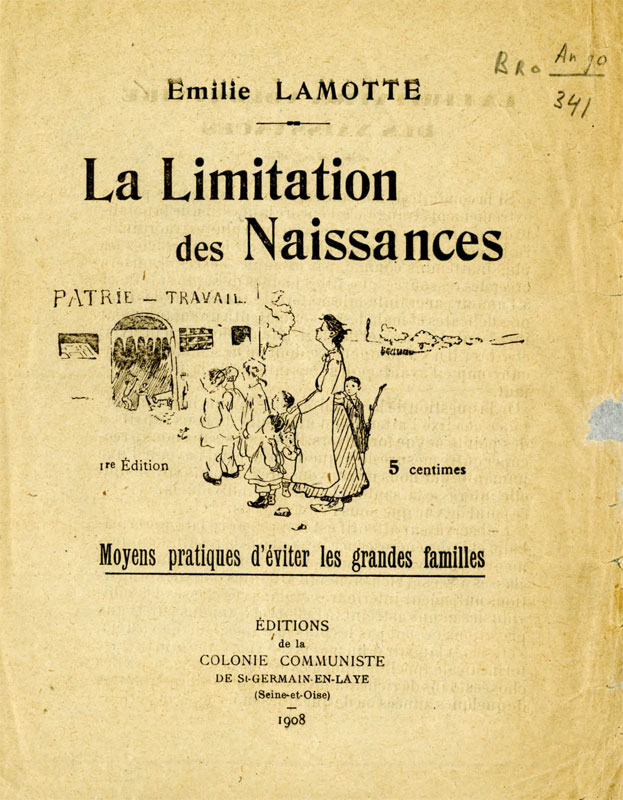
Émilie Lamotte, La Limitation des naissances, 1908, Éditions de la colonie communiste de Saint-Germain-en-Laye.

### La colonie libertaire de Saint-Germain
« En principe, une colonie anarchiste, c’est une réunion de camarades, hommes et femmes, qui prétendent vivre librement, en marge de la Société. »
En 1906, André Lorulot et Ernest Girault furent à l'initiative de la communauté libertaire de Saint-Germain-en-Laye : ils louèrent pour cinq ans une ferme abandonnée. Ils souhaitaient diffuser les idées anarchistes avec l’imprimerie installée dans un des bâtiments de la ferme en éditant eux-mêmes brochures, livrets, papillons (c'est-à-dire tracts). Culture et l’élevage leur permettraient de subvenir à leurs besoins ainsi que l'argent de vente de brochures et du prix d’entrée des conférences. Ils espéraient même ouvrir une école anarchiste où serait donné un enseignement scientifique et rationnel. Girault y vécut avec sa compagne Victorine Triboulet. Malgré des débuts prometteurs, des tensions apparaissent entre les colons et les habitants de St-Germain  mais c'est surtout le manque de confort de la ferme délabrée et plus que toutes les dissensions internes qui eurent raison de la Colonie. Selon Lorulot, Girault y fut pour beaucoup : « Au bout d’un moment, la situation devint impossible. Girault se rendait insupportable par son autoritarisme outrancier.» Ce jugement fut corroboré par Félix Malterre  dans Le Libertaire : « Girault a réuni contre lui l’unanimité des autres colons ».

## Publications

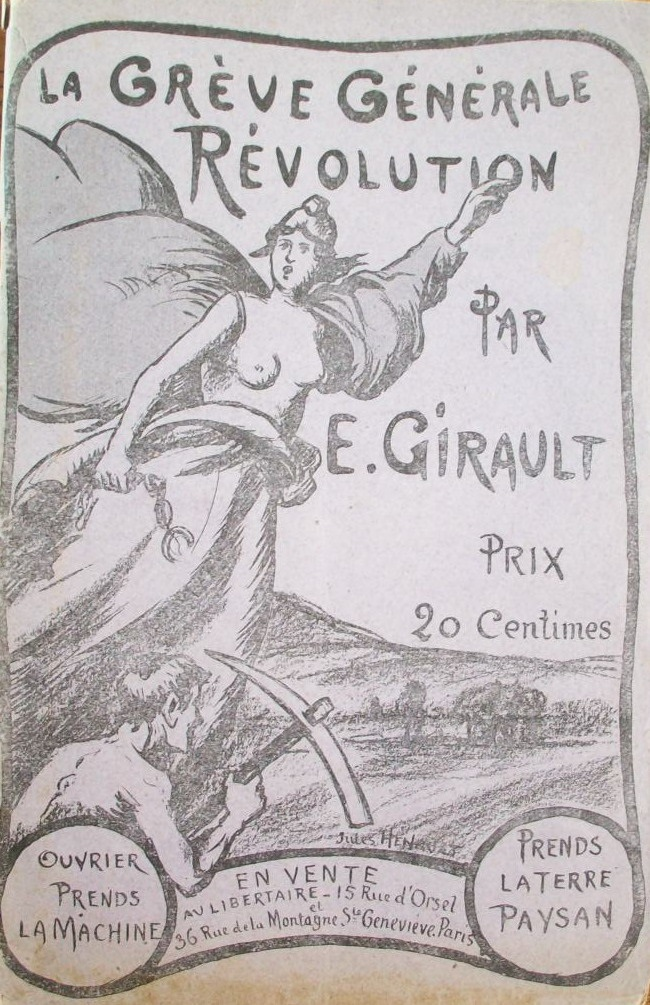
Première de couverture du livre d'Ernest Girault illustré par Jules Hénault : La Grève générale et la révolution.

### Monographies
- Science et nature, Puteaux : 1903, 2e édition.
- Travailleur, tu ne voteras point! : Soldat, tu ne tireras pas! Propagande révolutionnaire, Puteaux : [ca 1903], 2e édition.
- Au lendemain de la grève générale : organisation communiste du travail. Puteaux : La Cootypographie, 1903.
- La Grève générale et la révolution / ill. couv. Jules Hénault. Paris : Libertaire, 1903.
- Une Colonie d'enfer, Alfortville : Librairie internationaliste, 1905 ; Les Éditions Libertaires, 2007[32].
- Un Grand fléau : étude sociologique de l’alcoolisme. Roubaix : [Palais du travail ?], [ca1905].
- La bonne Louise - Psychologie de Louise Michel, Bibliothèque des auteurs modernes, 1906[33].
- À bas les morts ! : propagande antireligieuse. Alfortville : Lib. internationaliste, 1906.
- La Crosse en l'air. Bezons : Bureau de propagande, 1906.
- Prenons la terre ! Communisme expérimental. Édition du Bureau de propagande, 1907.
- A bas les morts ! Propagande antireligieuse, Brive : "Communisme du Centre", [1910]
- Collectivisme ou communisme ? : différence entre le socialisme et l'anarchie au point de vue philosophique, économique et social..., [Paris] : [L'Espérance, Imp. Communiste], 1911.
- Manuel antiparlementaire. Bezons : E. Girault, 1914.
- Pourquoi les anarchistes-communistes français ont rallié la IIIe Internationale. Paris, Librairie de l'humanité, 1926.
- La Femme dans les Universités populaires et les syndicats. Paris : Libertaire, Petite bibliothèque des universités populaires, [s.d.].
- Un Problème poignant : l’aliénation mentale et les séquestrations arbitraires. Paris : [Le Libertaire ?] : Impr. Allemane, Petite bibliothèque des universités populaires, [s.d.].
- La Femme Dans Les Universités Populaires Et Les Syndicats: Sociologie, Science, Histoire, Philosophie. Paris: "Libertaire", [s.d.].

### Contributions de presse

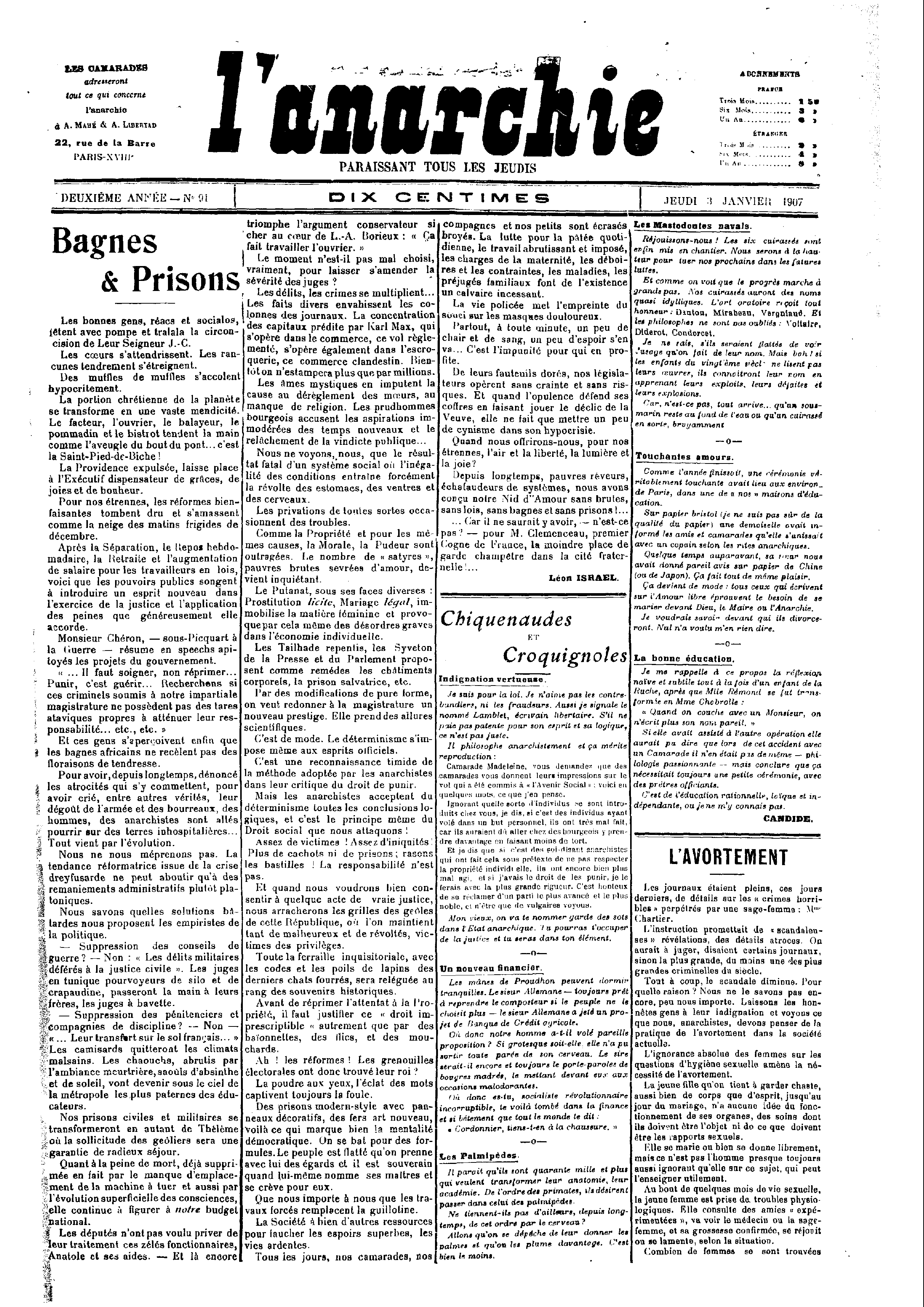
L'Anarchie, 1907.

Il contribua à de nombreux journaux de la presse révolutionnaire :
- Le Trimard : Organe de revendication des "Sans-travail" Anti-collectiviste fondé par Mécislas Golberg, 6 numéros de mars à juin 1897[34],[35].
- Le Cri de révolte : le 15 août 1898, on annonce dans L'Aurore la parution du Cri de révolte, nouvel organe bimensuel libertaire et révolutionnaire avec entre autres Ernest Girault, Louise Michel et Constant Marie[16].
- Le Droit de Vivre dont Constant Martin fut l'imprimeur-gérant compta Girault parmi ses journalistes. 9 numéros du 25 avril au 15 juin 1898[36].
- Le Camarade : chronique quotidienne. 2 numéros janvier 1899. La rédaction explique ainsi le titre du quotidien : « Aussi avons-nous choisi le mot camarade. Pour nous, il représente une nouvelle évocation de l'âme collective, dans une voie ascendante toujours...»[37]
- L’Homme libre fondé avec d'autres dont Émile Janvion où il publie, en septembre 1898, une « Lettre ouverte à Émile Zola »[38]. En  novembre 1903, il refonda L’Homme libre[39], qui s’arrêta en mars 1904 pour reparaître en juin pour 6 numéros sous le titre Libre Examen (no 1 en juin 1904).
- L'anarchie, journal individualiste libertaire fondé en 1905 par Albert Libertad et Anna Mahé[40].
- La Torche (Moulins)[41] : revue anarchiste paraissant tous les mois. 1re année, no 1 (novembre 1909)-1re année, no 2 (janvier 1910) : La Torche eut la collaboration assurée de Sébastien Faure, Jean Grave, Girault, André Lorulot, Georges Thonar, Benoît Broutchoux qui traitèrent de la théorie anarchistes et des camarades Dumont et Jules Vignes qui s'occupèrent de la Tribune syndicaliste.
- La Voix paysanne[42] : Hebdomadaire agricole publié par l'Humanité  de Jean Renaud et Louis Bernard. Le no 1 parut le 1er février 1920 « Le Socialisme ne se réalisera pas contre les paysans mais avec eux et pour eux.».
- Le Communiste[43]. Hebdomadaire. Organe officiel du Parti communiste et des Soviets adhérant à la Section française de la 3e internationale de Moscou.

### Notices
- Notices d'autorité :   - VIAF
  - ISNI
  - BnF (données)
  - IdRef
  - LCCN
  - Belgique
  - Pologne
  - Israël
  - WorldCat
- Dictionnaire des anarchistes, « Le Maîtron » : notice
- Dictionnaire international des militants anarchistes : notice
- L'Éphéméride anarchiste : notice biographique.
- 100 ans de presse anarchiste de René Bianco : notice
- Catalogue général des éditions et collections anarchistes francophones (Cgécaf) : notice
- Site international d’affiches anarchistes : page Girault
- Centre International de Recherches sur l'Anarchisme (Lausanne) : notice bibliographique
- International Institute of Social History : page Girault